# Коноплянка (урочище)
Коноплянка — урочище та струмок на Пріорці. Струмок Коноплянка перетинав Пріорку від урочища Крістерова Гірка до одного з Оболонських озер. Орієнтовне місце розташування
місцевості Коноплянка — вздовж Дубровицької вулиці та кінцевої частини
Коноплянської вулиці (одержала назву від струмка Коноплянка). Назва «Коноплянка»
має народне походження — від колись рясних заростей коноплі. Відома з
XIX століття. Крім Коноплянської вулиці, на Пріорці існували Малоконоплянська
вулиця (тепер Сім'ї Кульженків) і Коноплянський провулок (частина
Радомишльської вулиці).